# Các địa điểm nghệ thuật đá thời tiền sử trong Thung lũng Côa
Các địa điểm nghệ thuật đá thời tiền sử trong Thung lũng Côa là một địa điểm khảo cổ thời đại đồ đá cũ nằm ở Guarda, Norte, Bồ Đào Nha, gần biên giới với Tây Ban Nha.
Vào đầu những năm 1990, các bản khắc trên đá được phát hiện ở huyện Vila Nova de Foz Côa trong quá trình xây dựng một con đập ở thung lũng sông Côa. Chúng bao gồm hàng nghìn bản khắc trên đá về ngựa, bò, động vật khác, con người, hình trừu tượng có niên đại từ 22.000 đến 10.000 năm trước Công nguyên. Các địa điểm khám phá đã được các nhà khảo cổ học, các chuyên gia của UNESCO và các cơ quan khác xem xét. Năm 1995, một cuộc bỏ phiếu trong chính phủ đã hủy bỏ dự án xây dựng con đập.
Kể từ năm 1995, một nhóm các nhà khảo cổ học đã nghiên cứu và lập danh mục cho khu vực thời tiền sử này. Công viên Khảo cổ học của Thung lũng Côa (tiếng Bồ Đào Nha: Parque Arqueológico do Vale do Côa (PAVC)) được thành lập để tiếp đón khách tham quan và nghiên cứu những phát hiện, bảo tàng Côa được xây dựng tại đây sau một cuộc thi thiết kế lớn làm nơi lưu giữ các hiện vật liên quan.

## Lịch sử
Những hình vẽ sớm nhất xuất hiện ở Thung lũng Côa có niên đại từ 22–20 nghìn năm trước Công nguyên, bao gồm hình ảnh phóng đại bán tự nhiên. Khoảng 20–18 nghìn năm trước Công nguyên, một nhóm các hình vẽ động vật bao gồm cả những ví dụ về ngựa rọ mõm. Các hình vẽ nhiều nhất xuất hiện trong giai đoạn từ 16-10 nghìn năm trước Công nguyên với phong cách thời đại đồ đá cũ. Các hình ảnh phóng to có thể nhận dạng được là ngựa với bờm đặc trưng, bò rừng châu Âu với mõm và mũi đặc trưng và hươu. Các hình vẽ khác có từ thời đại đồ đá cũ Epi trong khi một số hình người, hình học và trừu tượng có từ thời đại đồ đá mới và đồ đồng.